# Société genevoise d'utilité publique
La Société genevoise d’utilité publique (SGUP) a été fondée en janvier 1828 à la suite d’une invitation de la Société suisse d’utilité publique (SSUP), créée le 15 mai 1810, à Zurich. Elle s’attache dès lors aux questions d’intérêt public à Genève, aussi bien sur le plan spirituel que matériel.
La SGUP est à l’origine de la fondation des principales institutions de bienfaisance genevoises, ainsi que du Comité international de la Croix-Rouge, fondé le 17 février 1863, par cinq membres de la SGUP, à savoir le général Guillaume-Henri Dufour, les médecins Louis Appia et Théodore Maunoir, Henry Dunant, secrétaire, et Gustave Moynier, président de la Société.

« La tradition dans les grandes choses ne consiste pas à refaire ce que les autres ont déjà fait, mais à retrouver l'esprit qui a fait les grandes choses et qui en referait de tout autres en d'autres temps. »

— Paul Valéry, « Le patrimoine immatériel », dans Variété, 1924

## Historique

### 1828-1854: des débuts laborieux
Si la fondation de la SGUP date de 1828, la première tentative de création d’une société d’utilité publique à Genève remonte au début des années 1820. En effet, en 1824, Marc-Auguste Pictet, président de la Société des arts, propose de rejoindre la Société suisse d’utilité publique avec succès. La Société des arts de Genève est sur le point de devenir l’une des Sociétés d’utilité publique suisses, mais à peine quelques mois plus tard, Pictet meurt. La donne change. Son successeur, Augustin Pyrame de Candolle décide de suivre un autre chemin. La Société des arts connaît alors une réforme en profondeur qui ne lui permet plus de devenir une des sections de la SSUP.
Une seconde tentative a lieu en 1826, sous l’impulsion des deux premiers membres genevois de la SSUP, à savoir Etienne Dumont et Pierre-François Bellot. Mais cet essai peine à aboutir. En effet, la section genevoise balbutiante se fige dans l’inaction. Quelque peu agacée par cette inertie, la SSUP décide d’agir et soumet aux Genevois « une demande de préavis sur la révision de ses statuts » et à cette occasion, elle requiert un compte-rendu annuel de leurs travaux. Or, la Société genevoise ne peut rendre que copie blanche. Aussi, « piqués au vif, les 44 membres de la section genevoise se réunissent le 10 janvier 1828, sous la présidence d’Étienne Dumont, décident formellement la constitution de la Société genevoise d’utilité publique et en adoptent le règlement ».
Dès le départ, l’activité de la SGUP est donc dépendante de la SSUP. Comme l’écrit Rigaud-de Constant, en 1832, dans son rapport annuel d’activités : « dans les premières années de son existence notre Société a été presque inactive, elle ne se réunissait que pour recevoir les communications de la société fédérale ; on doit attribuer cet état de langueur au grand nombre de sociétés déjà existantes parmi nous, s’occupant d’objets analogues et à ce que ce but et les résultats de la Société d’utilité publique étaient peu connus à Genève ».
De 1832 à 1854, la SGUP concentre essentiellement son activité sur la mise au concours de questions d’intérêt général. Ces questions sont discutées activement lors des 3 séances annuelles, mais aussi à travers des concours, afin de s’ouvrir à un plus large public. De 1842 à 1868, la SGUP lance pas moins de « neuf concours sur des sujets ayant trait à l’éthique (qu’on nommait alors moralité), à l’action sociale, à l’économie et aux finances, à l’histoire et à la démographie ». Les sujets les plus brillamment traités, rédigés sous forme de mémoires, sont édités dans le bulletin de la SGUP, dès 1858.
Cependant, le souffle vient à manquer et le 4 janvier 1849, le comité propose simplement de « s’ajourner indéfiniment ». Il n’en est finalement rien et en 1850, la SGUP est érigée en fondation.

### 1855-1954: 100 d’activités au profit des plus démunis

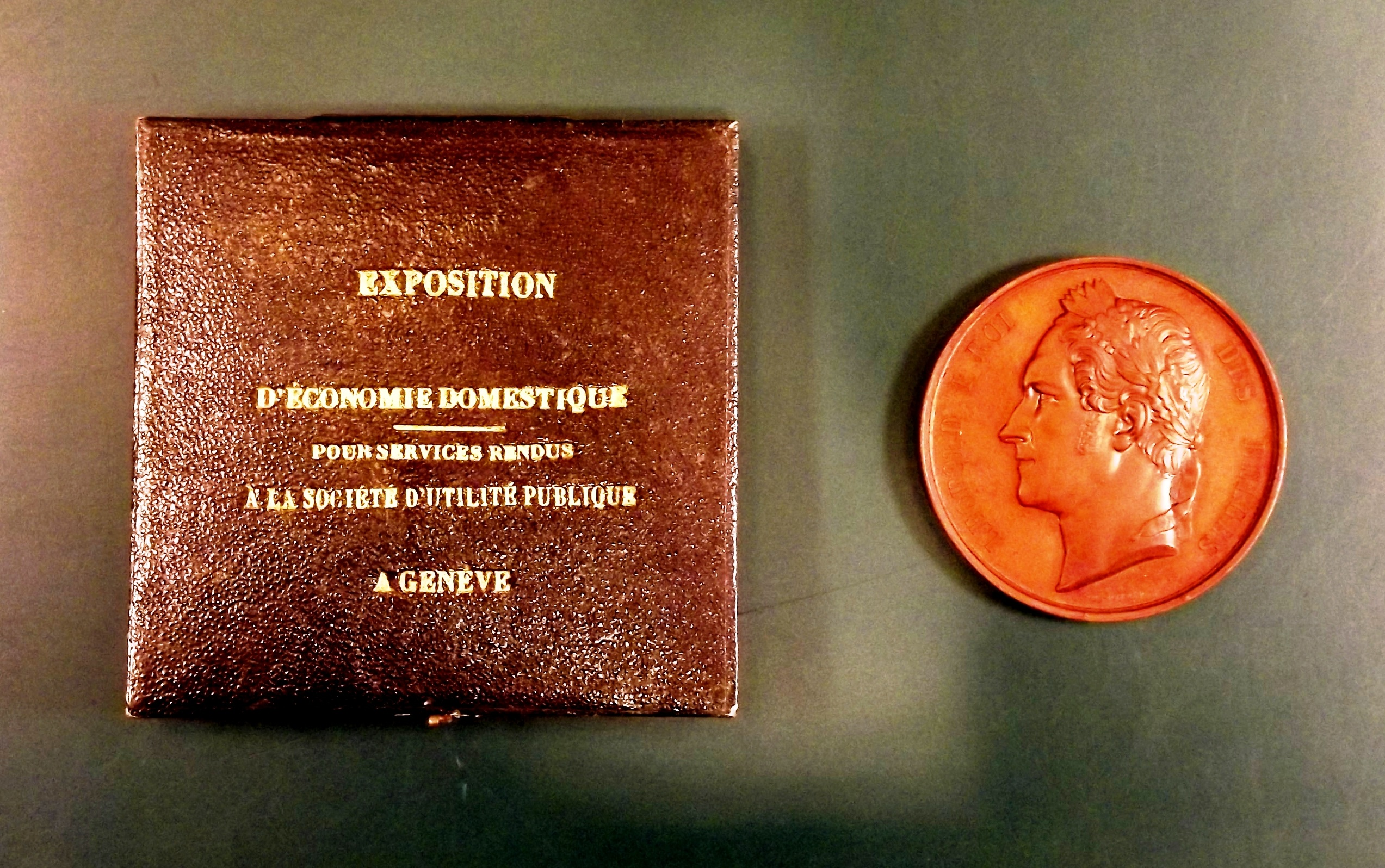
Médaille en bronze de l'Exposition d'économie domestique de 1856, à Genève, pour services rendus à la SGUP.

Face à ces vicissitudes, la SGUP poursuit bon an mal an son activité. Comme pour toute association, c’est avant tout le dynamisme et l’enthousiasme de ses membres qui la font vivre et tout particulièrement la volonté énergique de son président. Or, le 15 février 1855, l’assemblée générale admet comme membre le jeune Gustave Moynier. Décision des plus sages, puisque ce dernier, des plus motivés, entreprend progressivement des changements importants et utiles au dynamisme de la SGUP. En 1855, il en réorganise la bibliothèque et en 1858, il crée le Bulletin trimestriel de la Société. Délégué à plusieurs reprises aux Congrès internationaux de bienfaisance, il est finalement nommé président de la SGUP de 1858 à 1869. Sa direction est l’une des plus brillantes qu’ait connu la Société. D’autres personnalités lui succèdent dès lors, suivant avec plus ou moins de vigueur son exemple, tels Marc-Antoine Pasteur-Fazy, le général Dufour ou le philosophe Ernest Naville. Mais l’essentiel des grandes réussites de cette période sont le fruit de la motivation inépuisable de Gustave Moynier, qui est nommé président honoraire en 1892.
Il faut comprendre, qu’à la différence des autres sections suisses, la SGUP est avant tout un lieu de théorisation et non pas une société d’action ou une institution de gestion, comme la majeure partie des sections suisses-alémaniques. Ce que le Journal de Genève appelait « avoir des idées et en laisser la gloire aux autres ». Elle encourage les initiatives, et tout particulièrement l’initiative privée, mais, sauf exception, ne les réalise pas elle-même. Hospices, orphelinats, maisons de retraites sont gérés par d’autres. Mais, finalement, n’est-ce pas l’impulsion le plus important ? Pour se rendre compte du dynamisme et de l’influence de la SGUP sur le domaine social, sanitaire et caritatif genevois, il suffit de reprendre la liste imprimée des « Institutions fondées directement par la Société ou indirectement par suite des discussions dans les séances » :
- Maison de travail (1832)

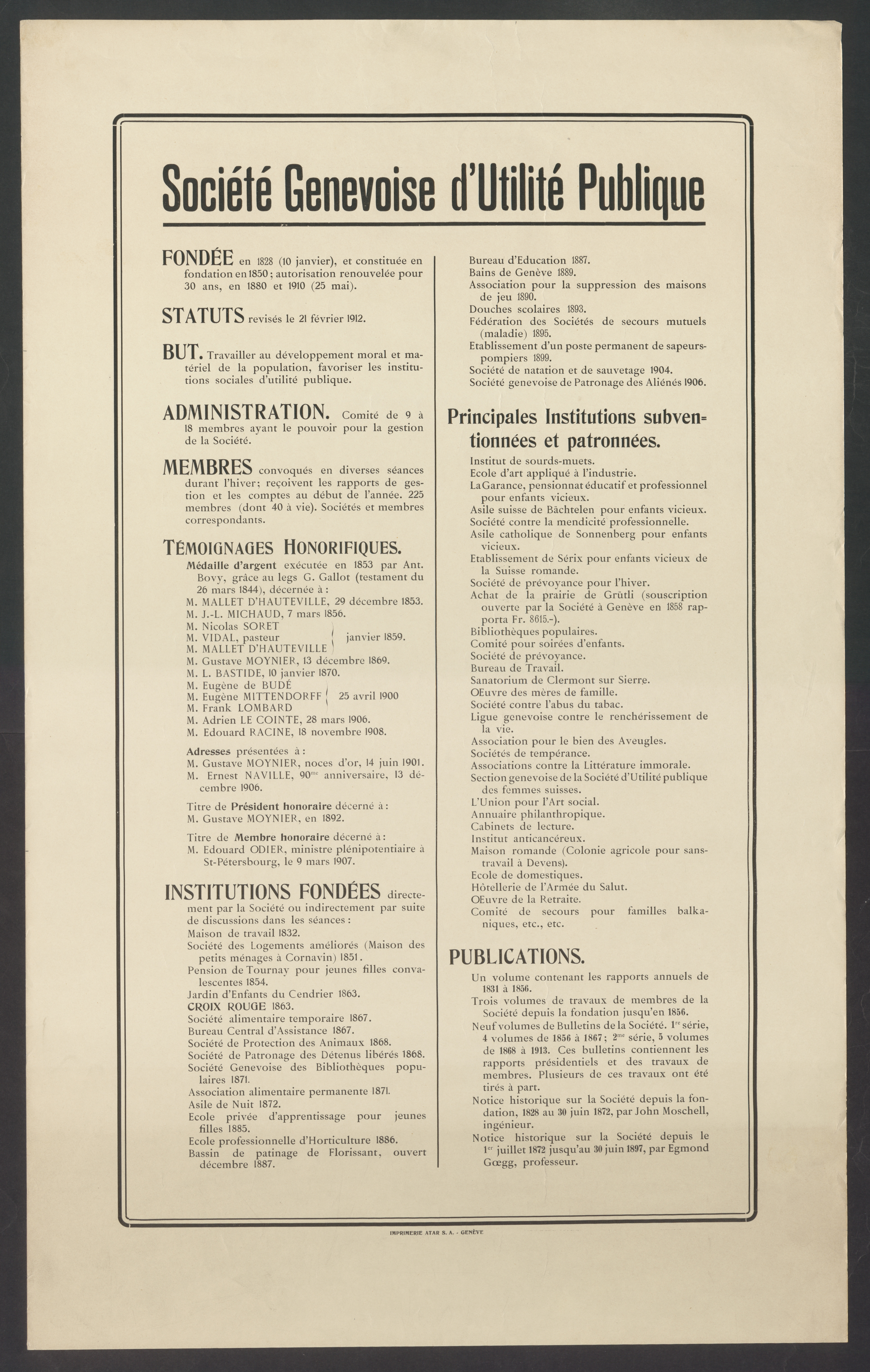
Tableau des principales réalisations de la SGUP, de la fondation en 1828 à 1914 (déposé aux Archives d'Etat de Genève)

- Société des logements améliorés : Maison des petits ménages à Cornavin (1851)
- Pension Tournay pour jeunes filles convalescentes (1854)
- Jardin d’enfants du Cendrier (1863)
- Croix Rouge (1863)
- Société alimentaire temporaire (1867)
- Bureau central d’assistance (1867)
- Société de protection des animaux (1868)
- Société de patronage des détenus libérés (1868)
- Société genevoise des bibliothèques populaires (1871)
- Association alimentaire permanente (1871)
- Asile de nuit (1872)
- Ecole privée d’apprentissage pour jeunes filles (1885)
- Ecole professionnelle d’horticulture (1886)
- Bassin de patinage de Florissant (ouvert décembre 1867)
- Bureau d’éducation (1887)
- Bains de Genève (1889)
- Association pour la suppression des maisons de jeu (1890)
- Douches scolaires (1893)
- Fédération des sociétés de secours mutuels (maladie) (1895)
- Etablissement d’un poste permanent de sapeurs-pompiers (1899)
- Société de natation et de sauvetage (1904)
- Société genevoise de patronage des aliénés (1906)

À cela s’ajoute une trentaine d’institutions subventionnées ou patronnées par la SGUP.
Au tableau édité en 1914, on peut ajouter le Fonds Robert-Scheimbet (1924) visant à récompenser les personnes qui se sont illustrées dans le dévouement à leur prochain, sans en attendre de récompense, le Dispensaire antialcoolique (1928) établi à l’initiative du Dr Henri Revilliod, ou encore l’association du Coin de Terre (1932) qui permet aux plus démunis d’obtenir des « jardins familiaux » pour cultiver les légumes utiles au ménage, mais aussi qui offre des terrains à prix abordables pour construire des maisons, avec un système sécurisé de prêt amorti sur 20 ans. Cette association est cofondée par Victor de Senarclens, qui la présida de 1938 à 1956, avant de devenir président d’honneur en 1957. Ce dernier a également été un des présidents actifs de la SGUP, qu’il a dirigée en 1926-1928, en 1932-1934 et en 1947-1950.
Le Coin de Terre est la dernière grande réalisation de la SGUP avant la guerre de 1939-1945.

### 1863: Comité international de la Croix Rouge

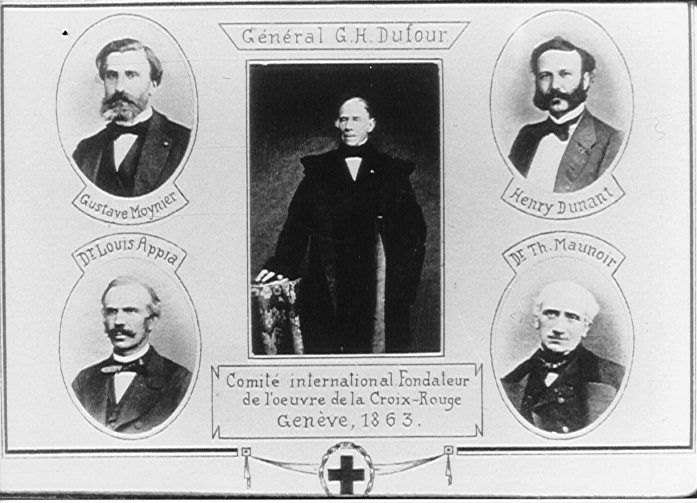
Portraits des cinq membres du comité international

L’une des plus importantes créations de la Société genevoise d’utilité publique est celle du Comité international de la Croix Rouge. Ce comité a été inspiré par l’ouvrage d’Henri Dunant, Un souvenir de Solférino, paru en 1862 et dans lequel, après une longue description de la bataille de Solferino sur le lieu de laquelle il s’est rendu, Dunant propose « la création de sociétés de secours dans chaque pays qui, lors des conflits armés, pourraient venir en aide aux victimes des combats et un texte de droit visant à protéger les blessés de tous les camps et la protection de ceux chargés de les soigner ». Cet ouvrage enthousiasme Gustave Moynier qui le soumet au comité de la SGUP le 9 février 1863. Sans succès. Moynier décide alors de créer une commission d’étude de 5 membres qui se réunit pour la première fois le 17 février 1863 et prend le nom de Comité international permanent de secours aux militaires blessés. Il sera reconnu officiellement à l’issue de la Conférence internationale de Genève tenue le 29 octobre 1863 et présidée par Gustave Moynier.

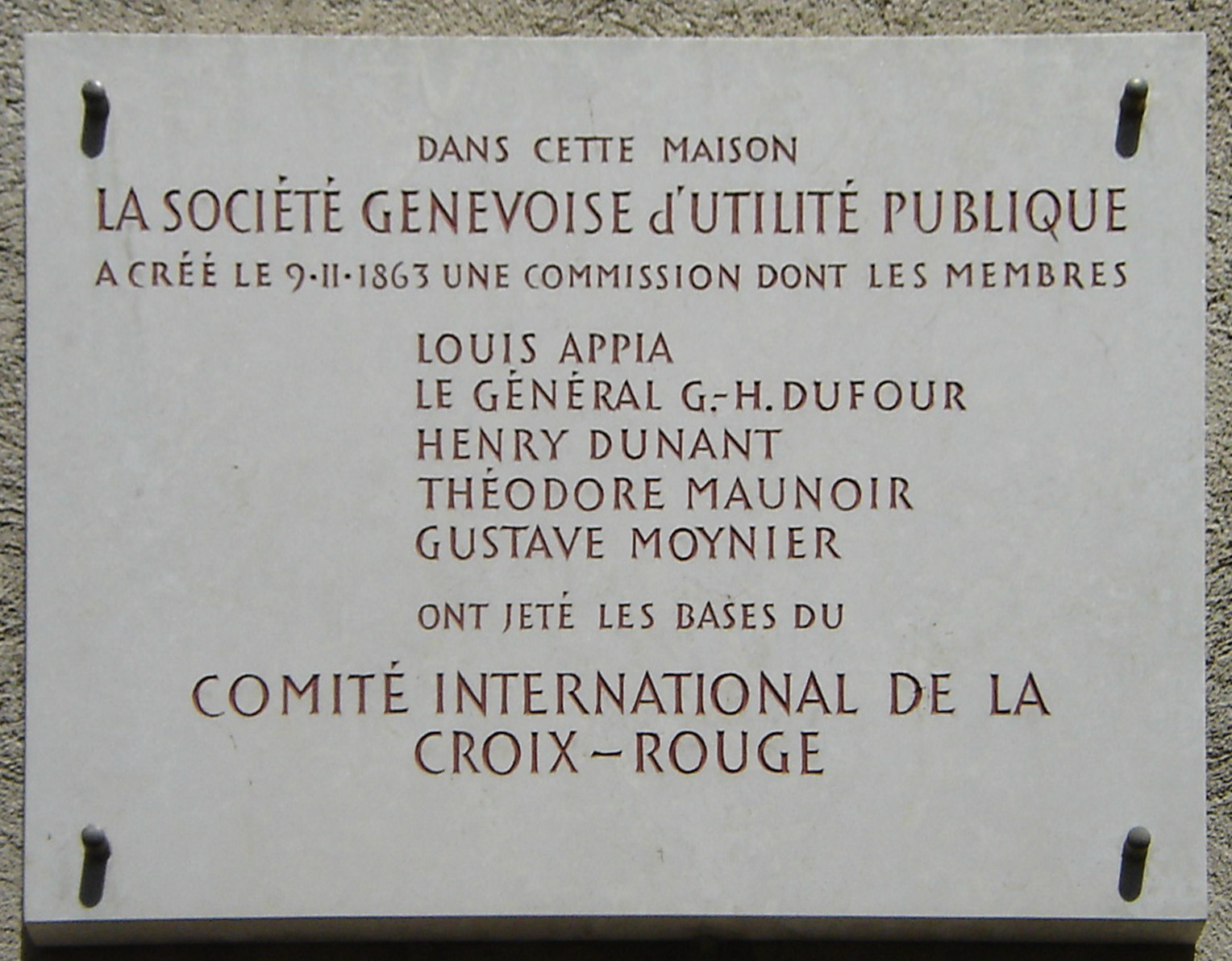
Plaque commémorative de la fondation.

Si Henri Dunant a été l’inspirateur du CICR et est aujourd’hui considéré comme le père fondateur, le véritable instigateur et moteur du projet est plutôt Gustave Moynier, alors président de la SGUP et également de la conférence du 29 octobre, et qui sera 46 ans durant présidant du CICR. Ce point est aujourd’hui encore fortement sujet à controverse entre les partisans de l’un et de l’autre.

### 1954-1977: lente agonie: vers la dissolution?
Durant cette période, l’activité de la SGUP, sous la présidence d’Henri Brocher, se limite à la seule gestion du Dispensaire antialcoolique, qui est cédé définitivement à l’Etat de Genève en 1977. En 1966, le Bulletin de la Société cesse de paraître, du moins provisoirement.
La question d’une dissolution de la SGUP se pose alors. Comme le décrit Jean de Senarclens : « L’effectif des membres était proche de zéro, les finances ne valaient guère mieux et les activités étaient au point mort ».

### 1977-1992: le renouveau

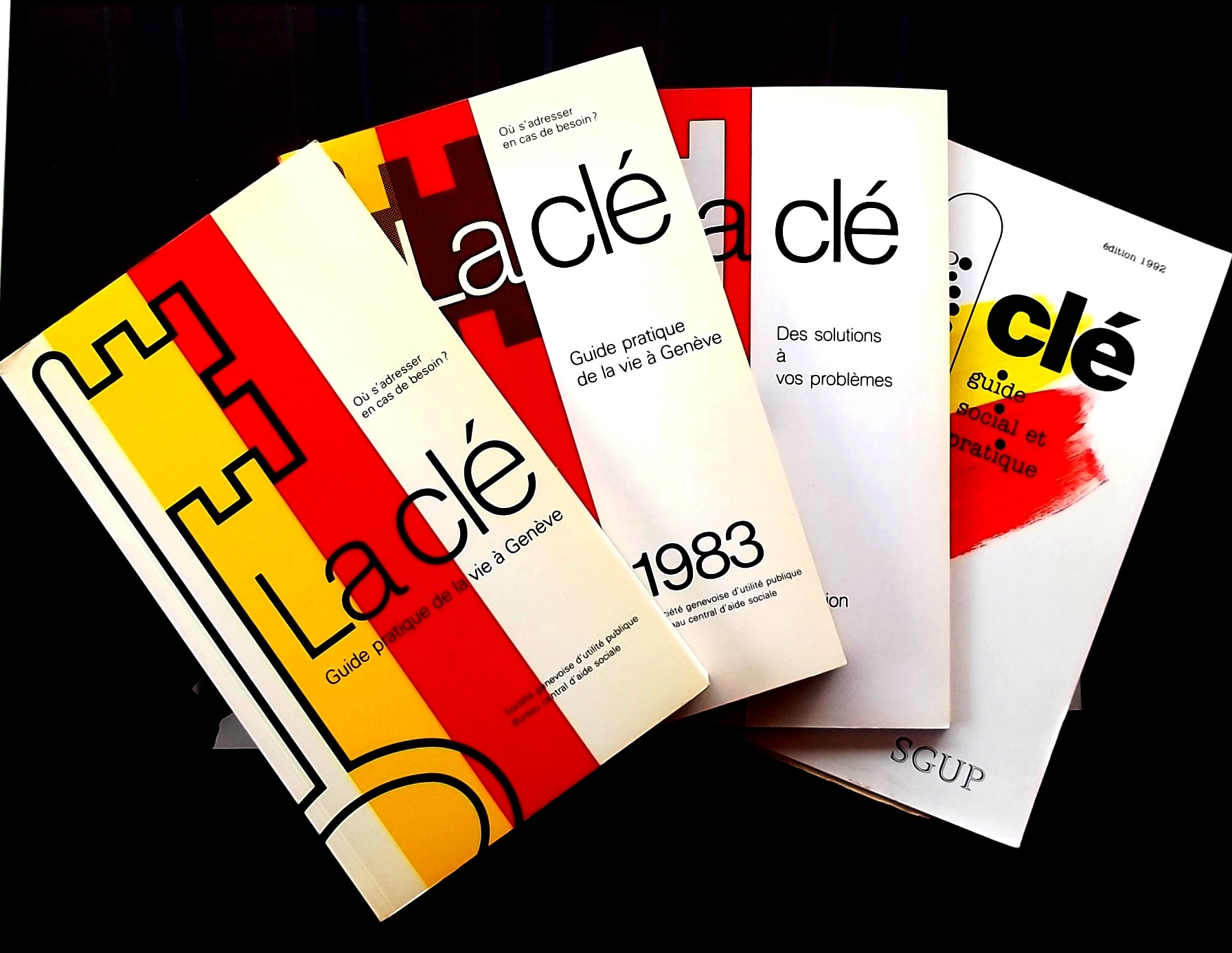
La Clé éditée par la SGUP en 1981, 1983 et 1988, et coéditée avec l'Hospice général de Genève en 1992, qui gèrera dès lors les éditions suivantes.

Pour sauver la Société genevoise d’utilité publique, il a fallu réfléchir sur son utilité et revoir entièrement ses statuts et sa mission. Ainsi, à partir de réunions informelles, d’un rajeunissement de son comité, d’une révision des statuts et d’un recrutement sélectif actif (passant de 30 membres à 500), la SGUP put poursuivre son activité avec un nouveau dynamisme. Mais une fois encore, c’est l’engagement d’un individu qui a permis de concrétiser ce renouveau. Cet élément dynamique, c’est Jean de Senarclens, qui présida à trois reprises la Société, durant 4 ans, entre 1977 à 1991, et qui est finalement nommé président d’honneur en 1992.
L’un des principaux projets menés à bien est un guide. Fruit d’une discussion entre Jean de Senarclens et Yves Oltramare, tenue en 1978, La Clé. Guide pratique de la vie à Genève paraît pour la première fois en 1981. Ce guide a alors pour but de permettre « de découvrir à qui s’adresser lorsqu’un besoin d’aide survenait: une personne en détresse, un malade en quête d’un lieu de convalescence, etc. » L’entreprise a été laborieuse et fut l’occasion d’un « recensement » des institutions, associations et autres organismes d’aide-sociale. Mais ce projet fut peu de chose, comparé au projet suivant.
Parti d’une idée de Catherine Santschi, alors archiviste d’État de Genève, la SGUP se lance dès 1982 dans un projet d’envergure qui mobilise nombre d’historiens, chercheurs et autres spécialistes genevois, dont le célèbre photographe Jean Mohr : l’édition de L’Encyclopédie de Genève, soit 11 volumes en 3 000 pages qui nécessiteront pas moins de 15 années de travail et surmonteront de nombreux écueils en tous genres. Une fois l’édition achevée, l’association créée devant notaire pour l’occasion devient Fondation de l’Encyclopédie de Genève. Elle recherche aujourd’hui les moyens de financer l'édition des Registres du Conseil de Genève à l’époque de Calvin (1536-1564).
Entre-temps, la SGUP n’est pas en reste. Elle parvient, grâce à l’initiative du pasteur Philippe Gilliéron, à faire passer un projet de loi concernant le Traitement fiscal des dons accordés par des personnes physiques à des institutions charitables, religieuses ou culturelles. Autrement dit, depuis le 14 mars 1985, les Genevois ont la possibilité de déduire de leurs impôts tout don fait à une institution caritative, religieuse ou culturelle, avec pour idée de favoriser les dons des particuliers.
En 1989, est évoqué par Christian Rey l’idée d’éditer un guide historique de Genève. Jean de Senarclens prend la plume et le guide paraît en 1995.
Durant ses mandats, Senarclens insiste surtout sur l’initiative privée, sur la nécessité d’agir et non pas de se rattacher au seul État-providence. Pour lui, « réfléchir aux problèmes éthiques qui se posent à notre génération, c’est se demander comment surmonter la crise de la société industrielle, comment améliorer la qualité de la vie, comment redonner au citoyen, à l’électeur, au contribuable, au travailleur, au père de famille le sens de ses responsabilités ». La pauvreté n’est plus le problème majeur de la fin du XXe siècle, mais le domaine psycho-social, autrement dit les angoisses, les désespoirs et les dépressions qui minent les individus et les empêchent de donner du sens à leur vie ainsi qu’à la société dans laquelle ils vivent. La SSUP, de son côté, est allée dans ce sens en fondant en 1978 Pro Mente Sana, projet soutenu par la SGUP qui demandera la création d’une antenne romande. Pour Jean de Senarclens, « il s’agit de redonner à l’homme foi en sa destinée, foi dans ses possibilités, foi dans l’humanité. C’est là un défi lancé à notre génération » et c’est à des institutions comme la SGUP à relever ce défi.

### 1992-2000: nouvelles initiatives – nouveaux défis
Durant cette nouvelle période, la Société genevoise d’utilité publique est présidée par Claude Richoz, ancien rédacteur en chef du quotidien La Suisse et créateur d’événements hors pair. Sous sa présidence, la SGUP pérennise sa mission, mais surtout son mode de fonctionnement : conférences, débats, tables rondes, concerts deviennent les principales activités de la Société. Jean de Senarclens décrit cette période comme suit : «Claude Richoz a donné un souffle nouveau à la Société, en rajeunissant et féminisant le Comité et en organisant toute une série de manifestations qui l’ont mieux fait connaître. Il a innové avec des entretiens littéraires au coin du feu, baptisés farrago. Il n’a pas oublié la mission charitable de la Société en soutenant l’action « Marmites » de l’Armée du Salut [...]. Il a surtout fait en sorte que la Société remplisse l’un de ses buts essentiels : aider les institutions sociales genevoises à remplir leur mission. Il l’a fait en organisant, avec le soutien de généreux parrains, des conférences et des concerts dont les bénéfices étaient versés à ces institutions ».

### 2000: La SGUP aujourd’hui
Dès lors, la SGUP, fidèle à son approche initiale, traite des sujets d’actualité touchant l’intérêt général, sans se limiter ni se borner à un ou deux aspects, mais laissant le champ ouvert à toutes les approches, les plus variées possibles. Ainsi, elle a abordé ces dernières années les sujets suivants :
- L’entente confédérale
- L’Etat-providence
- Le mal-être des jeunes
- L'emploi des jeunes
- Le bénévolat
- La torture
- Le secret médical
- La preuve et l’aveu en matière pénale
- La lutte contre les maisons de jeux
- L’homme à la conquête de l’espoir
- La circulation à Genève
- La région franco-valdo-genevoise

## Statut légal et missions

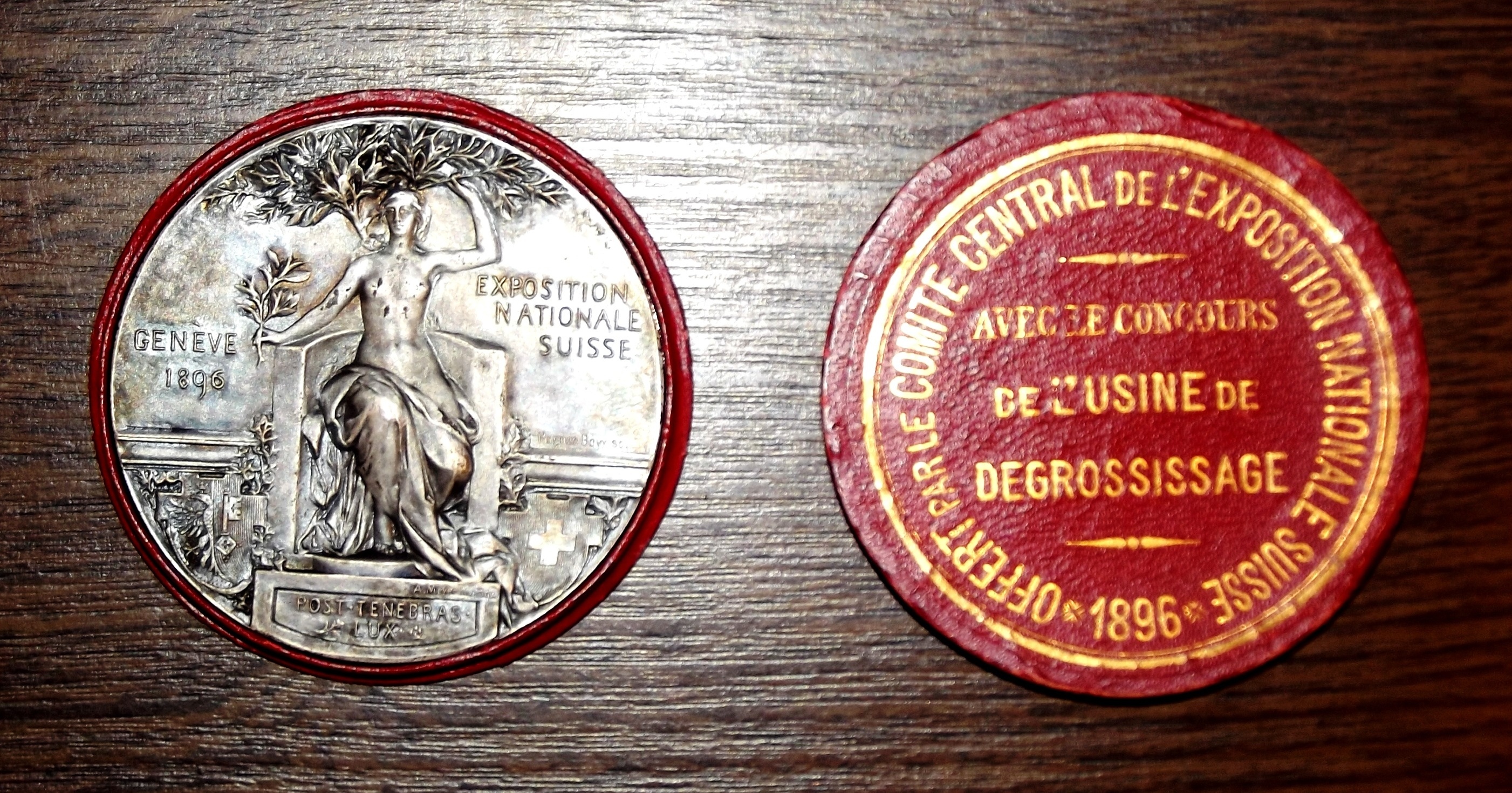
Medaille en argent offerte à la SGUP par le Comité central de l'Exposition nationale suisse, en 1896.

D’après le 1er articles des statuts du 5 décembre 2011, la Société genevoise d’utilité publique est « une association neutre du point de vue confessionnel et indépendante de tout parti politique. Son siège est à Genève. Sa durée est illimitée ». Autrement dit, la SGUP est une association au sens des articles 60 et suivants du Code civil suisse.
D’après le 2e article, elle a pour but « d'étudier et de provoquer la création d'institutions d'utilité publique, de les faire connaître et au besoin de les soutenir, et en général de favoriser le bien-être matériel, moral et culturel de la population genevoise ».
Aujourd’hui, cela se traduit selon 2 axes :
- Faire connaître les institutions sociales et culturelles genevoises, montrer leur aptitude à répondre aux besoins de la population, les aider et les soutenir en cas de nécessité.
- Susciter des réflexions sur des problèmes de société.

## Bulletins de la SGUP
Le bulletin édité par la SGUP est une publication non périodique, qui comporte les rapports du comité, les comptes rendus financiers de la société et des articles ou transcriptions de conférences qui se sont tenues devant ou à la demande de la SGUP.
Depuis les débuts, elle comprend en tout 4 séries :
- 12 tomes en deux séries de 1858 à 1966
- 3e série de 1978 à 1991
- 4e série de 1992 à aujourd’hui, annuelle

## Présidents de la SGUP
- 1828-1829: Etienne Dumont
- 1830-1832: Ed. P. P. Rigaud-de Constant
- 1833-1835: Alexandre Prévost-Martin
- 1836-1837: Lucius Lütscher
- 1838-1839: Jean-Antoine Fazy-Pasteur
- 1840-1842: Auguste de Morsier
- 1843-1844: Ernest Naville
- 1845-1847: Auguste Cramer-Martin
- 1848-1849: Auguste Bontemps
- 1850-1851: Georges Malle-d'Hauteville
- 1852-1853: Jean Rivoire
- 1854-1857: Edouard Humbert
- 1858-1860: Gustave Moynier
- 1861: Guillaume-Henri Dufour
- 1862-1864: Gustave Moynier
- 1865-1866: Elie Wartmann
- 1867-1869: Gustave Moynier
- 1870-1872: John Moschell
- 1873-1874: Eugène de Budé
- 1875-1876: Eugène Des Gouttes
- 1877-1879: Frank Lombard
- 1880-1881: Henri Veyrassat
- 1882-1883: Charles Gallopin
- 1884: Gustave Moynier (président honoraire)
- 1885-1887: Eugène Mittendorff
- 1888: Eugène de Budé
- 1889-1890: Franck Lombard
- 1891-1893: Louis Rehfous
- 1894-1896: Eugène Mittendorff
- 1897-1898: Edouard Racine
- 1899-1901: Egmond Goegg
- 1902-1904: Eugène Mittendorff
- 1905: Henri Heyer
- 1906-1908: Egmond Goegg
- 1909-1910: Eugène Mittendorff
- 1911-1913: Auguste de Morsier
- 1914-1916: Maurice Dunant
- 1917-1919: Auguste de Morsier
- 1920-1922: Jules Brocher
- 1923-1925: Bernard Naef
- 1926-1928: Victor de Senarclens
- 1929-1931: Henri Revilliod
- 1932-1934: Victor de Senarclens
- 1935-1936: Henri Revilliod
- 1937-1939: René Meyer-Cayla
- 1940-1942: Armand Du Pasquier
- 1943-1946: André Ferrero
- 1947-1949: Victor de Senarclens
- 1950-1954: André Ferrero
- 1954-1955: Henri Werner
- 1955-1977: Henri Brocher
- 1977-1981: Jean de Senarclens
- 1981-1982: Jean-Charles Kempf
- 1982-1986: Jean de Senarclens
- 1986-1987: Catherine Santschi
- 1987-1991: Jean de Senarclens (président honoraire)
- 1991-1992: Catherine Santschi
- 1992-1995: Claude Richoz
- 1995-1996: Christian Huber
- 1996-2000: Claude Richoz
- 2000-2001: Edwin Zurkirch
- 2001-2003: Pierre Ischi
- 2003-2006: Christian Huber
- 2007: Edwin Zurkirch
- 2008-2012: Christian Huber
- 2013: Edwin Zurkirch
- 2014- : Christian Huber